# دستور objdump
objdump یک برنامه برای نمایش اطلاعات مختلف در مورد ابجکت فایل‌ها در سیستم‌های مشابه Unix است. به عنوان مثال، می‌توان از آن را به عنوان disassembler برای مشاهده فایل اجرایی در فرم اسمبلی استفاده کرد. این بخشی از "GNU Binutils" برای کنترل دقیق بر فایل‌های اجرایی و سایر داده‌های باینری است.
مثلاً،
```
$ objdump -D -M intel file.bin | 
grep
 main. : -A20
```

این کار بازگردانی به اسمبلی را در فایل «file.bin» انجام می‌دهد، با کد اسمبلی که با سیتکس اینتل نشان داده می‌شود. سپس آن را به "grep" هدایت می‌کنیم که تابع "main" را جستجو می‌کند و ۲۰ خط کد آن را نمایش می‌دهد.

مثال خروجی:
```
  4004ed: 55                    push   rbp

  4004ee: 48 89 e5              mov    rbp,rsp

  4004f1: c7 45 ec 00 00 00 00  mov    DWORD PTR [rbp-0x14],0x0

  4004f8: c7 45 f0 01 00 00 00  mov    DWORD PTR [rbp-0x10],0x1

  4004ff: c7 45 f4 02 00 00 00  mov    DWORD PTR [rbp-0xc],0x2

  400506: c7 45 f8 03 00 00 00  mov    DWORD PTR [rbp-0x8],0x3

  40050d: c7 45 fc 04 00 00 00  mov    DWORD PTR [rbp-0x4],0x4

  400514: c7 45 ec 00 00 00 00  mov    DWORD PTR [rbp-0x14],0x0

  40051b: eb 13                 jmp    400530 <main+0x43>

  40051d: 8b 05 15 0b 20 00     mov    eax,DWORD PTR [rip+0x200b15]        # 601038 <globalA>

  400523: 83 e8 01              sub    eax,0x1

  400526: 89 05 0c 0b 20 00     mov    DWORD PTR [rip+0x200b0c],eax        # 601038 <globalA>

  40052c: 83 45 ec 01           add    DWORD PTR [rbp-0x14],0x1

  400530: 8b 05 02 0b 20 00     mov    eax,DWORD PTR [rip+0x200b02]        # 601038 <globalA>

  400536: 39 45 ec              cmp    DWORD PTR [rbp-0x14],eax

  400539: 7c e2                 jl     40051d <main+0x30>

  40053b: 5d                    pop    rbp

  40053c: c3                    ret

  40053d: 0f 1f 00              nop    DWORD PTR [rax]

```

objdump از کتابخانه BFD برای خواندن محتویات ابجکت فایل استفاده می‌کند.
ابزارهای مشابه "Borland TDUMP" , "Microsoft DUMPBIN" و "readelf"است.